# جهان‌ملک خاتون
جَهانْ‌مَلِک خاتون دختر جلال الدین مسعودشاه اینجو، شاهدخت و بانوی شاعر ایرانی است که در نیمه دوم سده هشتم هجری می‌زیست.
او هم دوره با حافظ و عبید زاکانی بود و با عبید زاکانی مشاعره و رودررویی داشته‌اند. وی از نظر کمیت ابیات، بیش از هر شاعر زن دیگری در تاریخ ادبیات ایران تا قرن حاضر شعر سروده‌است. وفات جهان‌ملک خاتون بعد از سال ۷۸۴ (قمری) اتفاق افتاده‌است. اشعار او به زبان‌های فرانسوی، ایتالیایی و انگلیسی ترجمه شده‌اند.
یکی از نخستین کسانی که به معرفی جهان‌ملک خاتون پرداخت، ادوارد براون بود، هرچند او به نسخه‌ای ناقص از دست‌نویس دیوان جهان دسترسی داشته‌است. سپس سعید نفیسی و ذبیح‌الله صفا در آثارشان به دو نسخه از دیوان جهان در کتابخانه ملی پاریس اشاره کرده‌اند. دیگر اطلاعاتی که ما از زندگانی و احوال او در دست داریم، مختصری از تذکره‌های شعراست و دیگر اطلاعاتی که خود او در دیباچه دیوان و در خلال اشعارش به آن پرداخته‌است. مقدمه‌ای که به‌صورت یک خودزندگی‌نامه مختصر در دیباچه دیوانش به قلم خود نوشته، شاید یکی از مهم‌ترین قطعات ادبی در نوع خود از نویسندگان ایران پیشامدرن باشد.
شعرهای او مانند آثار بسیاری از دیگر سرایندگان قرن هشتم هجری، تحت‌الشعاعِ اشعار حافظ بوده، و شاید زن بودن او نیز در این موضوع مؤثرتر بوده‌است.

## زندگی
. . . حکایت کنند که جهان خاتون نام ظریفه و مستعده روزگار و جمیله دهر و شهره شهر بوده و اشعار دلپذیر دارد و از آن جمله این مطلع قصیده اوراست:
مصوریست که صورت ز آب می‌سازد / ز ذره ذره خاک آفتاب می‌سازد. . . .

دولتشاه سمرقندی،
جهان‌ملک خاتون، دختر جلال‌الدین مسعودشاه اینجو، بنیان‌گذار فرمان‌روایی اینجو در فارس بود. پدربزرگ او شرف‌الدین محمود، عهده‌دار اداره املاک خالصه (اینجو) در اواخر عهد ایلخانی بود، به همین جهت پس از شرف‌الدین، دیگر افراد خانوادهٔ او نیز به اینجو شهرت یافتند.شرف‌الدین، تبار خود را از خواجه عبدالله انصاری می‌دانست. مادر جهان، دختر یا نوه خواجه رشیدالدین فضل‌الله بوده‌است و پدر و مادرش در سال ۷۲۳ ق. ازدواج کردند. پدر جهان‌ملک، مسعودشاه اینجو بود که بنای عمارت مدرسه مسعودیه و کاروانسرای ایزدخواست را نهاده بود.
از سمت مادری، نسل او به وزیر ایلخانی، رشیدالدین فضل‌الله می‌رسید. نامادری او سلطان بخت خاتون خواهر دلشاد خاتون و دختر دمشق خواجه بود و پدرش در سال ۷۴۳ ق. با او ازدواج کرد. در همان سال مسعودشاه به همراه یاغی باستی که پسرعموی همسرش بود به شیراز رفتو در آنجا به جنایت او کشته شد.
جهان تنها فرزند جلال‌الدین مسعودشاه بود که تا بزرگسالی زنده ماند و چون مسعودشاه فرزند پسر نداشت، احتمالاً او نسبت به دیگر شاه‌دخت‌های دربار اینجو، از شرایط آموزشی بهتری برخودار بوده‌است.ظاهراً پدرش، داماد غیاث‌الدین محمد وزیر، پسر رشیدالدین فضل‌الله بود.
وقتی در سال ۷۴۳ ق، پدرش کشته شد، عمویش شیخ ابواسحاق قیم جهان شد. شیخ ابواسحاق توانسته بود در جنگی خونین با یاغی باستی به پیروزی برسد و به‌جای برادرش (مسعودشاه) به حکومت برسد. شیراز تحت حکومت ابواسحاق، «بهشت شاعران» بود و شاعرانی چون خواجوی کرمانی و حافظ در دربار او آمدوشد داشتند. احتمالاً شیخ ابواسحاق بود که جهان را تشویق به شعرسرایی نیز کرد.او بین سالهای ۷۴۴–۷۴۷ با امین‌الدین جهرمی، ندیم شیخ ابواسحاق ازدواج کرد.وقتی شیراز در سال ۷۵۴ق/۱۳۵۳م توسط شاهزاده مظفری، امیر مبارزالدین فتح شد، شیخ ابواسحاق به اصفهان گریخت، ولی بلافاصله دستگیر شد و در میدان سعادت شیراز به دار آویخته شد. بعد از کشته شدن شیخ ابو اسحاق، دوران سختی برای جهان‌ملک خاتون آغاز شد، ولی با این حال در شیراز ماند. او حداقل در یکی از غزل‌های خود امیرمبارزالدین را به ریشخند گرفته و هجو کرده‌است.
پسر امیرمبارزالدین، یعنی شاه شجاع پس از کورکردن او در سال ۷۵۹ ق. به‌جایش بر تخت سلطنت نشست. شاه شجاع نسبت به پدرش علاقه بیشتری به شعر و فرهنگ و ادب داشت. تا جایی که وی هم ممدوح حافظ بود و هم ممدوح جهان ملک خاتون.
او در دیوانش و در تعدادی از غزل‌های خود به سلطان بخت‌نامی اشاره می‌کند و با اندوهی بی‌پایان و عاطفه‌ای سرشار از او یاد می‌کند. اکنون می‌توان با اطمینان گفت که این سلطان بخت دختر او بوده، هر چند نام نامادری‌اش نیز همین بوده‌است.
ظاهراً جهان تا اواخر قرن هشتم قمری یا حداقل سال ۷۸۴ زندگی می‌کرده‌است، زیرا در غزلی، شاهزاده جلایری احمد بن بهادر پسر شیخ اویس را مدح کرده‌است و او در آن سالها حاکم اصفهان بوده‌است. در غزل دیگری او میرانشاه پسر تیمور لنگ (درگذشته ۸۱۱ ق/ ۱۴۰۸ م) را ستوده‌است که او در سالهای ۷۸۲ و ۷۹۵ حاکم خراسان و آذربایجان بوده‌است. اگر این غزل واقعاً در مدح همین میرانشاه باشد، پس جهان باید در تاریخی پس از سال ۷۹۵ ق درگذشته باشد.

## دیوان اشعار
برطبق نوشته خود جهان در دیباچه دیوانش، وی نخست در گردآوری دیوانش دچار تردید بوده، ولی وقتی به‌آثار شعرای قبل از خود دسترسی پیدا کرده، بر تردید خود غلبه کرده و کار گردآوری دیوان دیوانش را آغاز کرده‌است. دیوان او دارای مقدّمه‌ای به نثرِ فصیح است که به نظر می‌آید خود شاعر آن را نوشته‌است، جهان در این مقدّمه از سُرایش گاه و بیگاه اشعار در اوقات فراغت و نداشتن تمایل چندان به گردآوری آنها سخن میگوید، زیرا این کار را در شأن خاتونها نمیداند. با وجود این، وقتی درمی‌یابد برخی از خاتونهای عرب و فارس در گذشته اشعارشان را جمعآوری کرده‌اند، بر آن میشود آنها را مکتوب کند، باشد که نام او را زنده نگه دارد.دیوان جهان، بزرگترین دیوانی است که از زنی شاعر در ایران پیشامدرن به دست ما رسیده‌است. دیوان جهان شامل ۴ قصیده، ۱ ترجیع‌بند، ۱ مرثیهٔ بلند، ۱۲ قطعه، ۳۵۷ رباعی، و ۱۴۱۳ غزلِ عاشقانه است. شمار ابیات دیوان جهان که به چاپ رسیده‌است بالغ بر ۱۵٬۹۳۷ بیت می‌شود، هر چند ابیات متعدد دیگری در قالب غزل و رباعی در جُنگ‌ها و سفینه‌های شعری پیدا شده‌است. از دیوان وی چهار نسخه خطی معروف موجود است:
1. کاملترین آن در کتابخانه ملّی فرانسه در پاریس (نسخهٔ خطی ضمیمهٔ فارسی ۷۶۳) است؛ نسخه‌ای خطی که به پادشاه آل جلایر سلطان احمد بهادر بن شیخ اویس پیشکش شده‌است، از قرار معلوم بیش از ۱۴۰۰۰ بیت دارد و ظاهراً در زمان حیات شاعر منتشر شده‌است.
2. نسخهٔ دیگر دیوانِ جهان، موجود در کتابخانهٔ ملّی پاریس (نسخهٔ خطی ضمیمهٔ فارسی ۷۶۳؛ شمارهٔ ۱۵۸۱) شامل گزیده‌ای از اشعارش است که به همراه همین تعداد ابیات از شاعری دیگر (احتمالاً یک شاعر زن) با تخلّصِ «بی‌نشان» تجلید شده‌است.
3. دوّمین نسخهٔ نسبتاً کامل دیوانِ جهان، در حدودِ ۵۰۰۰ بیت است و در کتابخانهٔ قصر توپقاپی در استامبول نگهداری می‌شود. فهمی کاراتی تاریخ این نسخه را سال ۸۴۰ هجری می‌داند یعنی، چهار یا پنج دهه پس از مرگِ جهان.
4. چهارمین نسخه موجود، دارای ۵۰۰ بیت و تاریخ استنساخِ آن حدودًا ۱۰۲۷ هجری است، به همراهِ مقدّمه‌ای در ستایش شاه شجاع؛ این نسخه، که ادوارد براون آن را یافت، اکنون تحت عنوان نسخهٔ خطی ج. ۳2 (6) در کتابخانهٔ دانشگاه کیمبریج نگهداری می‌شود.[۷][۶]

## سبک شعری
جهان‌ملک خاتون عمدتاً غزل می‌سرود. او در اشعار خود از چندین فرمانروا مانند مبارزالدین محمد، شاه شجاع مظفری، احمد جلایر، شاه منصور و میران شاه نام برده که سرنخی از عمر او می‌دهد. او با عبید زاکانی، خواجوی کرمانی و حافظ معاصر بود. او با عبید زاکانی و کمال خجندی اختلاف داشت و عبید شعر او را به‌سخره می‌گرفت. دیوان او بزرگترین دیوان شناخته‌شده از زنان شاعر دوران پیشامدرن است و شامل ۴ قصیده، یک شعر، یک مرثیه بلند، ۱۲ قطعه، ۳۵۷ رباعی و ۱۴۱۳ غزل است. تنها ۴ نسخه خطی از دیوان او باقی است که در کتابخانه بریتانیا، کتابخانه ملی فرانسه، کاخ توپکاپی و کتابخانه دانشگاه کمبریج قرار دارند. او تحت تأثیر سعدی و شاعران زن عصر خود از جمله پادشاه خاتون و قوطلوق‌شاه خاتون (همسر اولجایتو و دختر ایرینجین) قرار داشت.
جهان اصولاً شاعری غزل‌سراست. تخلص او در شعر «جهان» است که در بیت آخر آن را به‌صورت ایهام به‌کار برده‌است.جهان‌ملک خاتون با شعر شاعران پیش از خود آشنا بوده و این آشنایی در مورد شعر سعدی وجه خاصتری می‌یابد او خود نیز به این مطلب در شعرش اشاره کرده‌است:
| به‌رسم تضمین این بیت دلکش آوردم |  | ز شعر شیخ که جانم به طبع دارد دوست |

از سوی دیگر چه از جهت مضمون، یا وزن و ردیف و قافیه هم شباهت‌هایی میان شعر او و اشعار حافظ دیده می‌شود و بعید نیست که این دو در مجالس و محافل شیخ ابواسحاق با هم آشنا شده باشند و در مواردی غزلهای یکدیگر را پاسخ گفته باشند.
غزلهای جهان از نظر ساختار بیرونی و نه از نظر درونمایه فلسفی متأثر از اشعار حافظ هستند. از نظر زبانی ساده و به دور از تکلفند و در آنها آرایه‌هایی نظیر تشبیه، استعاره مصرحه، کنایه و ایهام دیده می‌شود. مهمترین ویژگی شعر جهان ملک خاتون زنانه‌بودن آن است. همچنین تضاد عقل و عشق، باور به تقدیر، عشق عهد الست و شکوائیه از نکات بارز دیوان اوست.
غزلیات جهان، برخلاف غزل‌های حافظ، نشان اندکی از تصوّف یا عرفان، پیدا یا پنهان، دارند و در قیاس با او و دیگر شاعر هم‌عصرش، عبید زاکانی (م. ۷۷۱ ق)، از زهد ریایی زاهدان و صوفیان کمتر انتقاد کرده‌است.

## نمونه شعر

### غزل
| تا چند چنین بی‌دل و بی‌یار توان گشت  |  | تا چند به کام دل اغیار توان گشت   |
| عمری بشد از دست و به کامی نرسیدیم  |  | تا چند به‌ناکام پی یار توان گشت    |
| برخیزم و ناموس و ریا ترک بگویم     |  | چند از پی ناموس چنین زار توان گشت |
| گویند که صبری کن و دلدار به دست آر |  | با قوت صبر از پی دلدار توان گشت   |
| چون نیست بقا دولت و اسباب جهان را  |  | از بهر گلی چند پی خار توان گشت    |

### رباعی
| هر روز به شیوه‌ای و لطفی دگری    |  | چندان‌که نظر می‌کنمت خوبتری  |
| گفتم که به قاضی برمت تا دل خویش |  | بستانم و ترسم دل قاضی ببری |

## انتشارات
مانند بسیاری از غزل نویسان قرن سیزدهم، جهان تحت الشعاع حافظ شاعر مشهور هم‌عصر خود قرار گرفت. او تا زمانی که اثرش در ایران برای اولین بار در سال ۱۳۷۴ه‍.ش منتشر شد، شاعری گمنام باقی ماند. جهان‌ملک زمانی وارد دنیای غرب شد که دیک دیویس بخش قابل توجهی از اشعار او را در سال‌های ۱۳۹۰ و ۱۳۹۷ به انگلیسی ترجمه کرد.